# Eremochloa bimaculata
Eremochloa bimaculata är en gräsart som beskrevs av Eduard Hackel. Eremochloa bimaculata ingår i släktet Eremochloa och familjen gräs. Inga underarter finns listade i Catalogue of Life.

## Bildgalleri

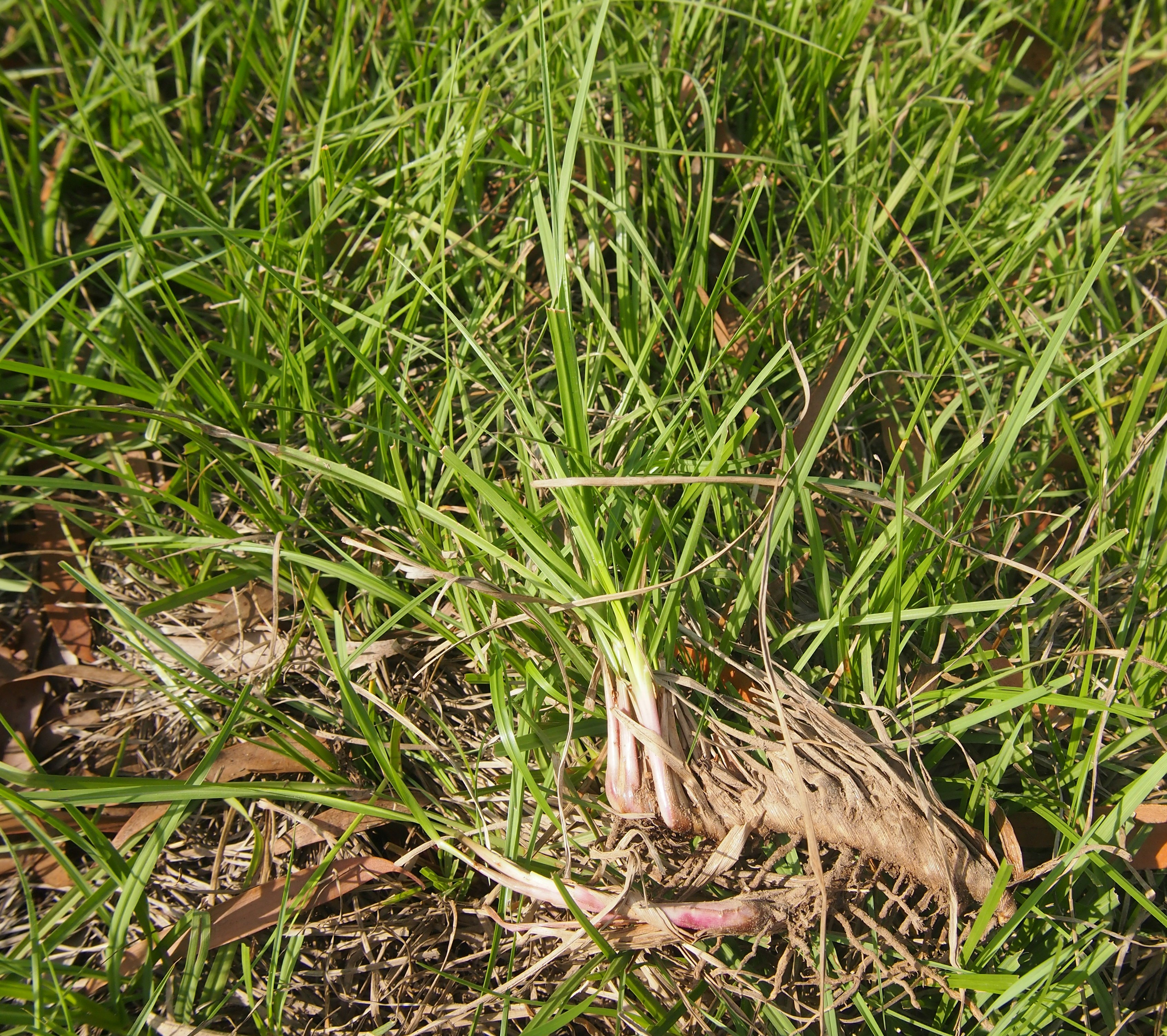